# Knufia cryptophialidica
Knufia cryptophialidica är en svampart som beskrevs av L.J. Hutchison & Unter. 1996. Knufia cryptophialidica ingår i släktet Knufia, divisionen sporsäcksvampar och riket svampar.   Inga underarter finns listade i Catalogue of Life.